# 哈伊-扎-魯多尤

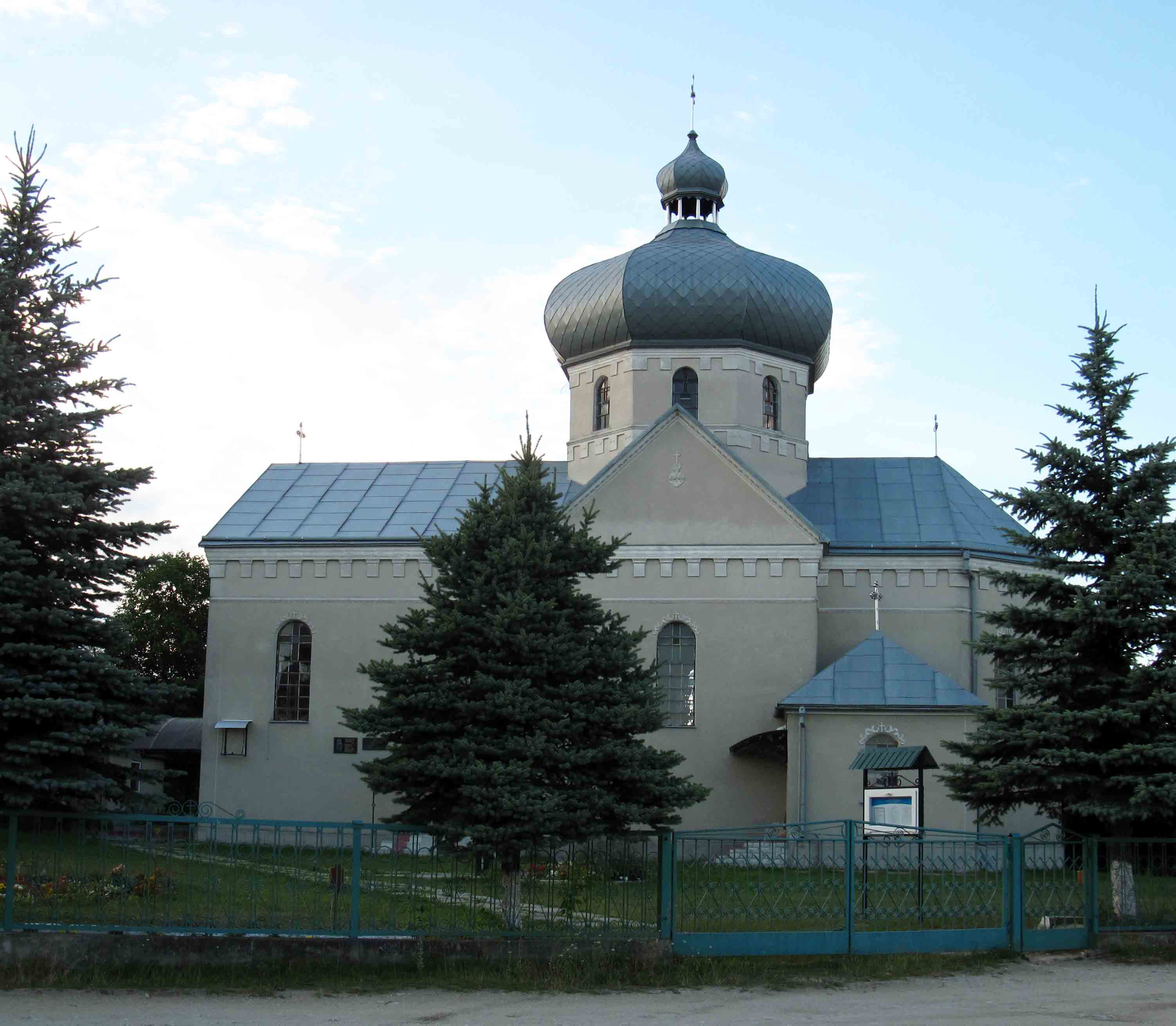

49°49′36″N 25°22′48″E / 49.82667°N 25.38000°E
哈伊-扎-魯多尤（羅馬化：Hai-za-Rudoiu）是位於烏克蘭西部特諾皮爾州裏特諾皮爾區的村莊，始建於1648年，面積2.03平方公里，2001年人口820，人口密度每平方公里403.9人。